# 津南区
津南区是中华人民共和国天津市的市辖区，原名“南郊区”，位于海河下游西岸，和东丽区隔河相望。区政府设在八里台镇。

## 行政区划
津南区下辖3个街道办事处、8个镇：
双新街道、双林街道、海棠街道、咸水沽镇、葛沽镇、小站镇、双港镇、辛庄镇、双桥河镇、八里台镇、北闸口镇、长青地区、津南开发区东区、津南开发区西区和津南国家农业园区。

## 人口
根据(中国)天津市2020年第七次全国人口普查主要数据公报显示：津南区常住人口为928066人，男性占比52.86%，女性占比47.14%，年龄结构中0-14岁占比13.49%，15-59岁占比70.61%，60岁以上占比15.9%，65岁以上占比10.28%。

## 海河教育园区

海河教育园功能分布图

海河教育园区也称“北洋园”，坐落在天津市中心城区与滨海新区之间的津南区海河中游地区，是一期园区是国家高等职业教育改革实验区，二期核心园区为教育部直属高校示范区，即南开大学和天津大学的新校区和天津市高端科技研发创新示范区。2009年7月13日，《天津市海河教育园区规划设计方案（向全市人民征求意见稿）》公布，对园区的整体规划进行了公示。海河中游南岸津南区，东至咸水沽西外环，西至规划的蓟汕联络线，南至津港公路、津晋高速，北至天津大道，规划总用地37平方公里，规划办学规模20万人，居住人口10万人。

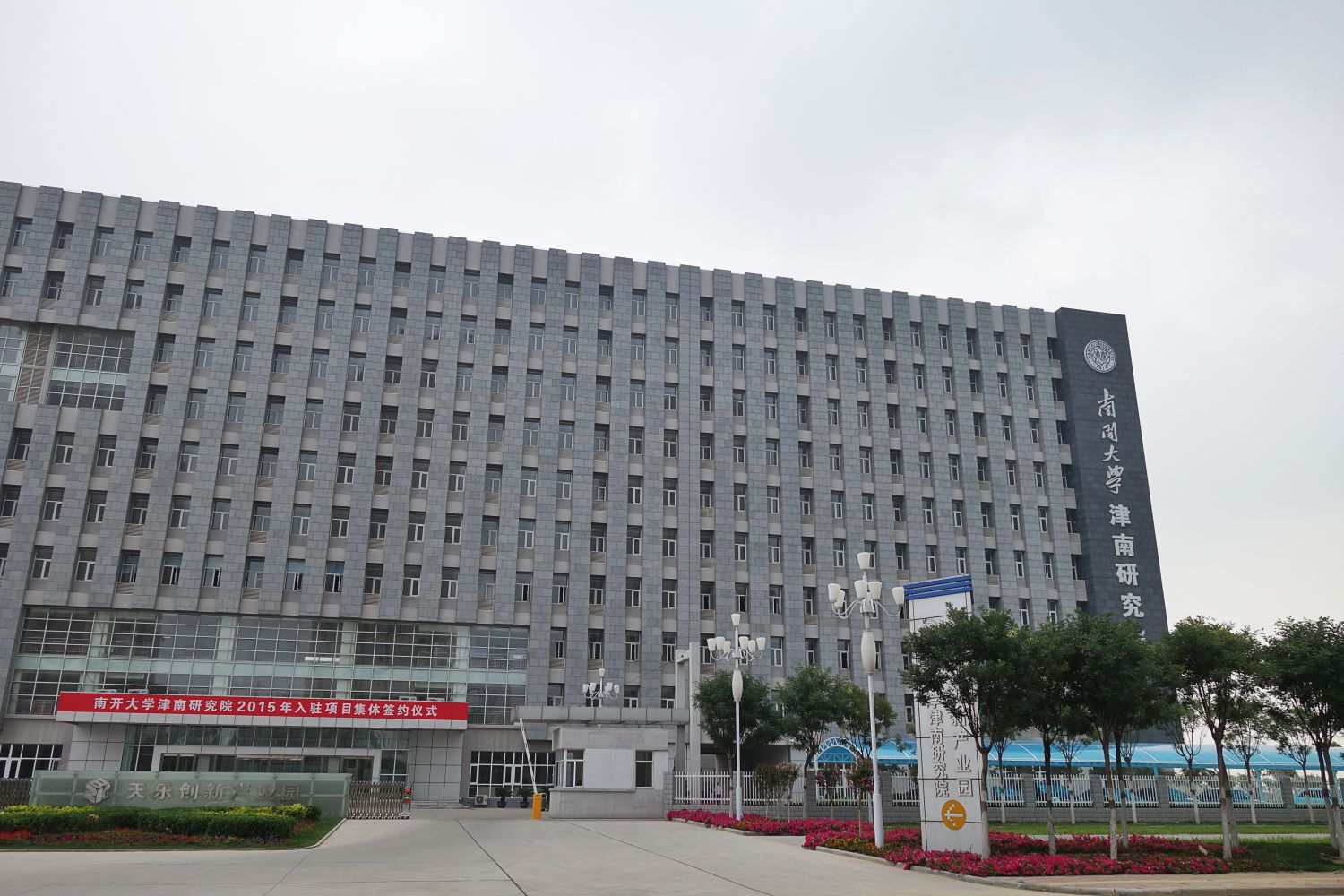
南开大学津南研究院

2008年11月28日，天津大学和南开大学向天津市政府上报《天津大学南开大学关于尽快启动新校区规划和建设的请示》，建议将两校新校区建设列为天津市拉动内需的重点项目和2009年工作计划。天津市市委书记张高丽、市长黄兴国批示，要求把两校新校区建设和城市的规划布局一并考虑，并要求副市长熊建平和规划局尽快提出意见。2009年7月13日至7月22日，《天津市海河教育园区规划设计方案》面向天津市民征求意见。2010年3月7日，教育部部长袁贵仁与天津市市长黄兴国签署了《教育部、天津市共建天津大学、南开大学新校区框架协议》和《教育部、天津市共建国家职业教育改革创新示范区协议》。

## 相关链接
- 津南政务网 （页面存档备份，存于）